# Isla del Carmen (Campeche)
La Isla del Carmen es una isla mexicana localizada en el estado de Campeche, entre la laguna de Términos y el golfo de México. La isla fue denominada durante la dominación española: Isla de Términos, pero como en los mapas se abreviaba "Términos" como "Tris.", se la conocía más comúnmente como Isla de Tris.  Se comunica en el punto norte a través del puente de La Unidad con la población de isla Aguada y al sur por el puente El Zacatal y la península de Atasta.
Es la isla más poblada de México; tiene una superficie de 153 km², una longitud de 36 km y tiene 7.5 km en su parte más ancha y
es atravesada a todo lo largo por la carretera Federal 180 (Carmen-Champotón).
En la parte más occidental se encuentra Ciudad del Carmen, cabecera municipal del municipio del mismo nombre. 
La isla cuenta con acceso de tipo terrestre, marítimo y aéreo. En el acceso de tipo terrestre, la isla es comunicada en el punto norte con el puente de "La Unidad" que comunica con la ciudad de San Francisco de Campeche, la capital del estado, y en la parte sur el puente "El Zacatal" (el más largo en su género en Latinoamérica) que enlaza la isla con la península de Atasta. Por lo que toca al acceso marítimo, se da a través del puerto "Laguna Azul". En el acceso por vía aérea, se logra mediante un Aeropuerto Internacional y un helipuerto.

## Centros turísticos

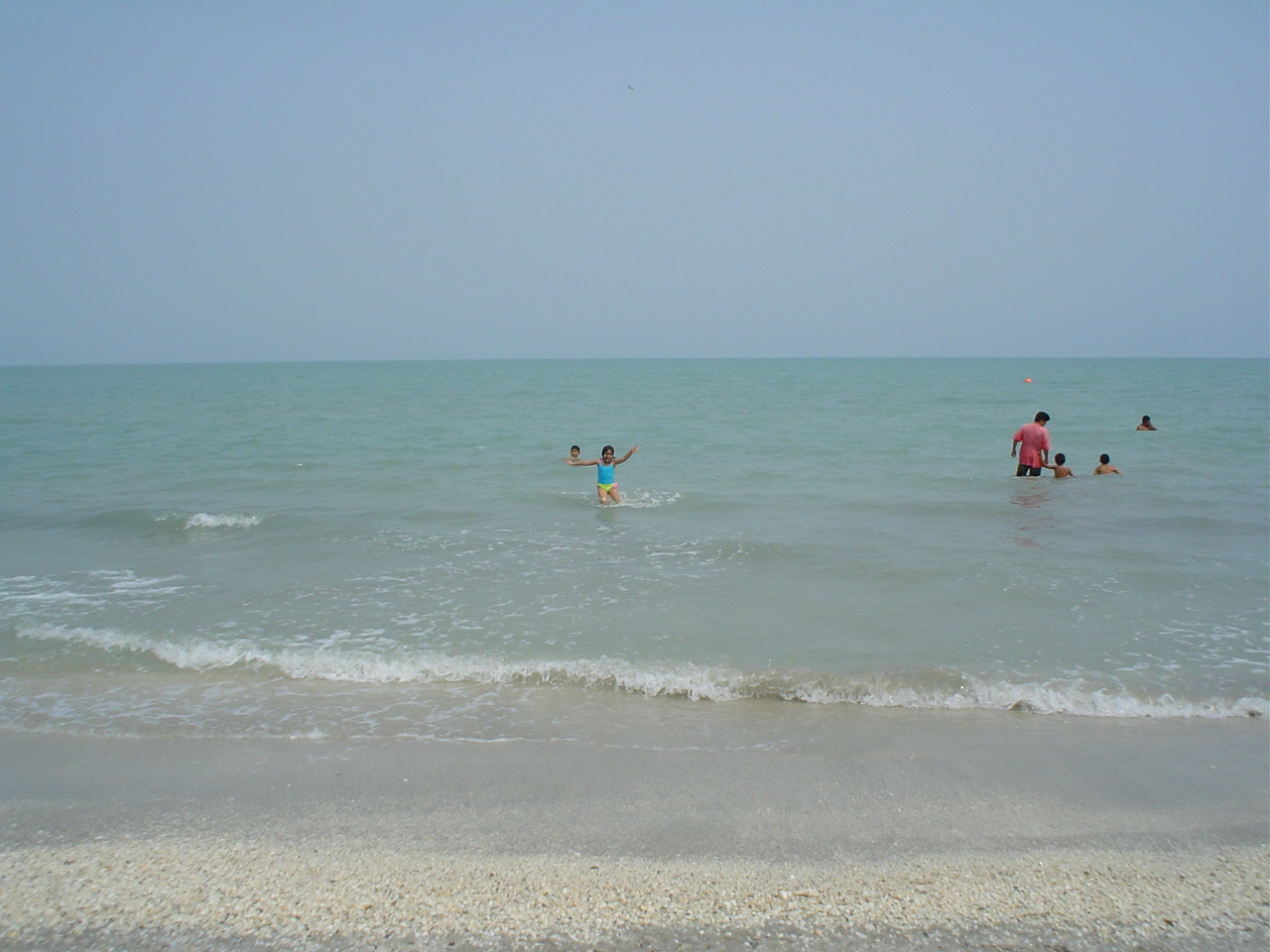
Balneario de Playa Norte.

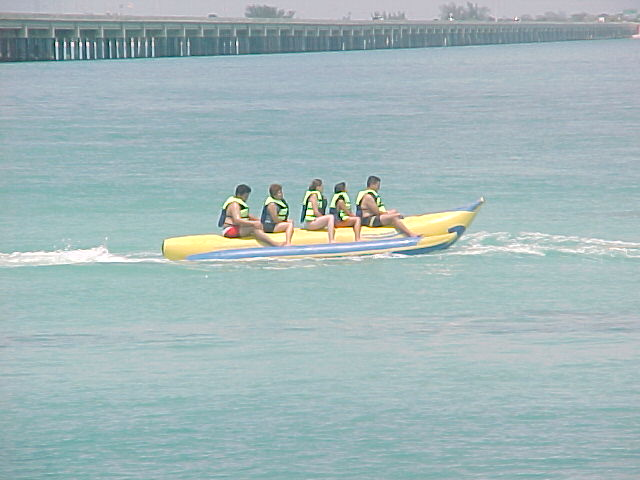
Playa en Punta de San Julián en la Isla del Carmen.

la Isla del Carmen cuenta con diversas playas y balnearios, siendo los principales:
La Manigua
Playa de arena media, con oleaje suave y aguas cistalinas, muy concurrida y es ideal para deportes acuáticos, cuenta con restaurantes con música viva. 
Bahamita
Playa en una bahía de 2 km. aproximadamente sobre la carretera Federal 180 Carmen-Puerto Real, con arena fina y blanca, oleaje suave y vegetación escasa principalmente palmeras. 
Balneario Playa Caracol
El más completo balneario de la ciudad. Cuenta con hotel, restaurante con música viva, regaderas, sanitarios, palapas, muelle para lanchas área para deportes acuáticos. 
Balneario Playa Norte
En el noroeste de la ciudad, cuenta con palapas, restaurantes, vestidores y áreas de vigilancia. En este lugar se desarrolla en julio la Feria del Carmen y en Semana Santa la "Fiesta del Mar".
Punta de San Julián
Situado en el extremo suroeste de la isla del carmen, se encuentra esta playa, actualmente en construcción para ofrecer un balneario turístico, ofrece playas limpias y espaciosas, ideales para los deportes acuáticos.
Puerto Real
En el antiguo atracadero de la panga, en el extremo suroeste, esta área ofrece playas limpias y espaciosas con sombras agradables proporcionadas por la vegetación y zonas rocosas aptas para la pesca deportiva, snorkel y buceo.
Puntilla
Ubicada en el barrio del Guanal, el primer y más antiguo barrio de Ciudad del Carmen,  es una playa que cuenta con palapas, restaurantes, un pequeño malecón y una cancha de fútbol de arena de playa.